# Pedro Andrés Burriel y López de Gonzalo
Pedro Andrés Burriel y López de Gonzalo (Buenache de Alarcón, (Cuenca) 10 de febrero de 1724 – Buenache de Alarcón, 3 de marzo de 1794) fue un jurista español consejero real entre 1789 y 1792.

## Biografía
Nació en Buenache de Alarcón de noble familia conquense, y fue hermano del conocido ilustrado e historiador jesuita Andrés Marcos Burriel. Obtuvo el grado de bachiller en Leyes por la Real Universidad de Toledo, y posteriormente sacó plaza de abogado de los Reales Consejos. En 1753, a los veintinueve años, se le concedió una plaza supernumeraria de alcalde de hijosdalgos en la Real Chancillería de Valladolid. En 1761 Pedro Andrés Burriel accedió al puesto de oidor de la Real Audiencia del Reino de Galicia, y en su capital, La Coruña, se casó el 15 de agosto del año siguiente con María Antonia de Montemayor y Sandoval, nacida en Madrid el 13 de enero de 1736 e hija de Alonso Pascual de Montemayor, oidor de la misma Audiencia. 
En 1777 fue ascendido a regente de la Real Audiencia de Canarias, gracias a la eficaz protección del conde de Floridablanca, Secretario de Estado del Reino. El marqués de La Cañada, Capitán General de Canarias redactó ocho años después, en 1785, un informe muy favorable sobre la actividad de Burriel al frente de la Audiencia: era "reputado por docto y buen letrado ... íntegro, desinteresado, imparcial y de muy cristiana conducta, prudente, urbano y laboriosos ... acreedor a que se le coloque en más sobresaliente empleos".
El 15 de febrero de 1786 fue nombrado regente de la Real Audiencia del Principado de Cataluña, también por influencia de Floridablanca, pero lo fue por poco tiempo, ya que en 1787 fue elegido para la presidencia de la Real Chancillería de Valladolid. En 1788 fue nombrado caballero pensionista de la Orden de Carlos III y un año después, el 29 de abril de 1789, fue designado por Carlos IV para la plaza de consejero real. En 1792, fue nombrado Gobernador de la Sala de Alcaldes de Casa y Corte, pero siete meses después, el 14 de agosto, fue destituido con medio sueldo tras la caída en desgracia del conde de Floridablanca, su principal valedor. Esta destitución fue disfrazada de jubilación alegando la avanzada edad, 68 años, del jurista. Burriel fue también desterrado a su pueblo natal, Buenache de Alarcón, donde moriría en 1794. 
Dos hijos suyos siguieron la carrera militar: Andrés, coronel de Infantería y capitán de las Reales Guardias españolas, y Antonio, brigadier de los Reales Ejércitos. De sus tres hijas, la mayor, Josefa Burriel, contrajo matrimonio con Ramón Núñez de Haro, Intendente de Murcia; la menor, María Salomé, casó con el señor del Pazo do Piñeiro, José María de Arce Calderón de la Barca.
Destacado erudito, Burriel mantuvo una interesante correspondencia con Gregorio Mayans i Siscar;  publicó también una Memoria de las desgracias ocurridas por la extraordinaria creciente del río Esgueva el 25 de febrero de 1788.